# Ilhéus do Porto Santo

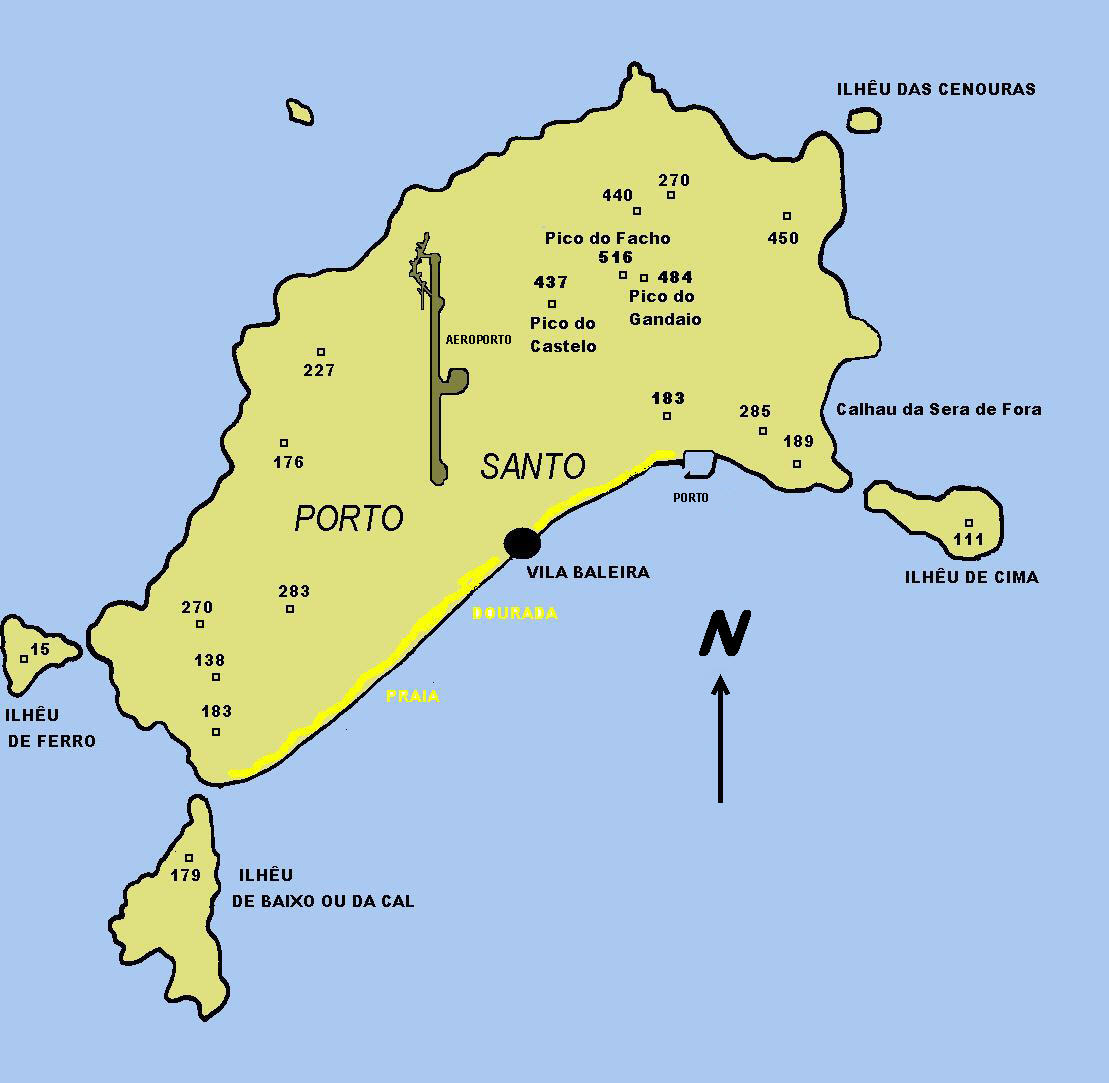
Lage der Ilhéus do Porto Santo

Die Ilhéus do Porto Santo sind sechs unbewohnte Eilande, die die portugiesische Atlantik-Insel Porto Santo umgeben.
Es handelt sich um teilweise von Büschen und makaronesischer Küstenvegetation bestandene Felsinseln. Alle sind Teil des Natura-2000-Netzes und des Naturparks Madeira.
Die sechs Inseln vor Porto Santo sind von besonderer Bedeutung als Brutgebiete von Seevögeln und als Schutzgebiete für die makaronesische Pflanzenwelt:
- Ilhéu da Cal
- Ilhéu das Cenouras
- Ilhéu de Cima
- Ilhéu de Fora
- Ilhéu de Ferro
- Ilhéu da Fonte da Areia

Als größte sticht die Ilhéu da Cal zusätzlich durch reiche Kalksteinlagen hervor. Wegen der Verletzlichkeit der Natur ist das Betreten der Inseln beschränkt und an vorherige Erlaubnis gebunden.

## Fauna und Flora
Zur Fauna zählen unter anderen: Gelbschnabel-Sturmtaucher, Bulwersturmvogel, Madeirawellenläufer, Kleiner Sturmtaucher, Fluss-Seeschwalbe, Mittelmeermöwe, Kanarenpieper und Einfarbsegler. Zugegen sind auch Madeira-Mauereidechse und zwei endemische Taranteln, Hogna biscoitoi und Hogna schmitzi.
Aus der Pflanzenwelt sind Levkojen zu nennen, die Madeiraeuphorbie, Lotus glaucus, Eiskraut und Knotenblütige Mittagsblume oder Lotus loweanus. Zu finden ist auch eine größere Zahl Flechten, unter ihnen Urzela (Roccella tinctoria).